# Convento de Santa Catalina (Barcelona)
El convento de Santa Catalina se encontraba en el barrio de la Ribera, en el distrito de Ciutat Vella de Barcelona. Fundado en 1243, pertenecía a la orden de los dominicos. Afectado por la desamortización de 1836, fue derribado al año siguiente y sustituido por un mercado que recibió el mismo nombre. También ha dado nombre al actual barrio de San Pedro, Santa Catalina y la Ribera.

## Historia y descripción

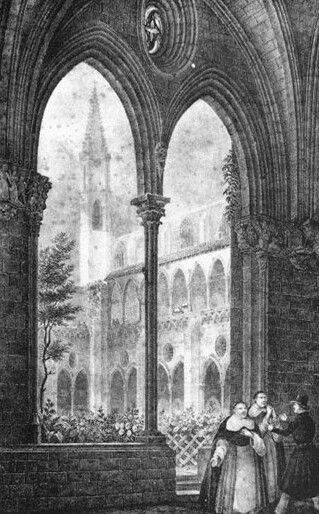
Vista del claustro, por Francisco Javier Parcerisa (1839)

El convento fue una iniciativa del obispo de Barcelona, Berenguer de Palou, quien en 1219 donó unos terrenos para su construcción, efectuada entre 1230 y 1278. Junto con el convento de San Francisco (1247-1297) fueron las primeras iglesias en la ciudad plenamente góticas. Las iglesias de órdenes mendicantes estaban caracterizadas por la planta de una nave con cabecera poligonal flanqueada por capillas laterales entre contrafuertes, e influyeron notablemente en la arquitectura religiosa del gótico catalán. La iglesia de Santa Catalina fue fundada en 1243, y tenía nave única de siete tramos con capillas laterales y cabecera heptagonal.
En el siglo XVI se efectuaron numerosas obras y ampliaciones, en un estilo todavía gótico: en 1529 se añadió la capilla de la Natividad; en 1534 la capilla de la cofradía de sombrereros; en 1545 el coro alto y un sagrario; en 1567 la capilla del Rosario; y en 1602 la capilla de San Raimundo de Peñafort, obra de Pere Blai, esta última en un clasicismo plenamente renacentista.

Planta

El convento se vio afectado por la desamortización de 1836, siendo derribado al año siguiente. En su lugar se construyó el Mercado de Santa Catalina, obra de Josep Mas i Vila y Josep Buxareu (1844-1848). El mercado fue reformado entre 1997 y 2004 por Enric Miralles y Benedetta Tagliabue; en el transcurso de las obras aparecieron diversos restos arqueológicos del convento.
El CRAI Biblioteca de Reserva de la Universidad de Barcelona conserva, a raíz de la desamortización, los fondos provenientes del Convento de Santa Catalina, que actualmente suman más de 5.500 ediciones. Asimismo, ha registrado y descrito varios ejemplos de las marcas de propiedad que identificaron el convento a lo largo de su existencia.